# Noemi Bonazza
Noemi Bonazza (22 juni 1998) is een Italiaans langebaanschaatsster.
In 2016 nam ze deel aan de Olympische Jeugdwinterspelen 2016, en werd ze nationaal juniorenkampioen allround. 
In 2019 kwam ze uit de op Europese kampioenschappen.

## Persoonlijke records[3]
| Afstand    | Tijd    | Datum            | Baan       |
| ---------- | ------- | ---------------- | ---------- |
| 500 meter  | 39,24   | 12 januari 2019  | Collalbo   |
| 1000 meter | 1.16,50 | 9 februari 2019  | Inzell     |
| 1500 meter | 1.56,14 | 10 februari 2019 | Inzell     |
| 3000 meter | 4.04,92 | 11 januari 2020  | Heerenveen |
| 5000 meter | 7.13,36 | 6 december 2019  | Nur-Sultan |

## Resultaten
| Jaar | EK Sprint               | WK Afstanden                                       | WK Junioren                                                            |
| ---- | ----------------------- | -------------------------------------------------- | ---------------------------------------------------------------------- |
| 2015 |                         |                                                    | 44e 500m 43e 1000m 15e massastart                                      |
| 2016 |                         |                                                    | 22e 500m DNF 1000m 13e 1500m 20e 3000m DNF massastart 6e achtervolging |
| 2017 |                         |                                                    | 6e (7e, 5e, 9e, 12e) 11e massastart                                    |
|      |                         |                                                    |                                                                        |
| 2019 | 10e (11e, 10e, 10e, 9e) | 20e 1000m 10e 1500m 8e achtervolging 4e teamsprint |                                                                        |
| 2020 |                         | 19e 3000m                                          |                                                                        |